# La casa sul mare
La casa sul mare (La villa) è un film del 2017 diretto da Robert Guédiguian.

## Trama
Due fratelli e una sorella sessantenni si ritrovano nella loro casa natale, nei pressi di Marsiglia, per assistere il padre colpito da un ictus.
Riaffiorano i tanti ricordi, belli e brutti, e con essi antiche e nuove tensioni che li costringono a un bilancio delle loro vite.
Complica le cose l'arrivo inatteso di tre bambini migranti naufragati durante una tempesta.
Alla fine i tre adulti e i tre ragazzini ritroveranno una rinnovata motivazione ad andare avanti, nonostante tutto.